# 서계문화재단
서계문화재단(https://seogye.co.kr/)은 서계 박세당선생에 대한 학술연구활동과 유물․유적보존과 복원 관리하기 위하여 2004년 1월 20일 설립된 문화체육관광부 소관의 재단법인이다. 사무실은 경기도 의정부시 장암동 197에 있다.

## 주요 사업
- 서계에 대한 연구논문, 저술활동의 지원
- 서계 저술의 주해․번역․발간
- 학술대회, 학술강연회의 주최 및 후원
- 서계유물의 체계적인 관리와 유적의 보존 및 복원

## 같이 보기
- 박세당